# Heinrich Schütz
Heinrich Schütz (Bad Köstritz, 18 de outubro de 1585 – Dresden, 6 de novembro de 1672) foi um músico e compositor alemão. É geralmente considerado o mais importante compositor alemão antes de Johann Sebastian Bach e também considerado um dos mais importantes compositores do século XVII junto com Claudio Monteverdi.
Iniciou sua carreira musical quando foi selecionado, ainda menino, por sua bela voz, para o coro do Landgrave Maurício de Hesse-Kassel, e ali recebeu seu primeiro treinamento. Mais tarde seu patrono o matriculou na Universidade de Marburg, e depois o enviou para estudar com Giovanni Gabrieli, na Itália. Ao retornar, em 1613, com os ensinamentos recebidos, introduziu importantes inovações no vocabulário musical da Alemanha.
Passou os quatro anos seguintes exercendo a função de organista em Kassel, e foi liberado deste serviço para assumir a posição de Kapellmeister na corte de Dresden. Ali casou-se e se tornou amigo de Johann Hermann Schein. Em 1629 voltou para a Itália a fim de comprar instrumentos e estudar a música teatral de Monteverdi. Como a Guerra dos Trinta Anos estava devastando Alemanha, Schütz foi obrigado, em seu retorno, a buscar colocação em outro local, e encontrou emprego em Hamburgo, e depois em Copenhagen. Terminada a guerra, reassumiu suas funções em Dresden, onde se aposentou em 1651, retirando-se para sua casa de campo, onde faleceu.

## Sua música
A música de Schütz é de cariz predominantemente religioso, e sua intensa piedade pessoal o imbuiu de grande capacidade de expressão emocional. Dominou a escrita para grandes grupos tão bem quanto para os reduzidos, e suas Paixões, para pequenos conjuntos, talvez estejam entre suas obras mais impressionantes.
A influência da arte musical italiana perpassa toda sua obra, embora a tenha adaptado para o caráter nórdico de uma forma altamente pessoal. Foi um mestre no estilo concertato, no contraponto e na oratório musical, com uma maravilhosa capacidade de interpretação expressiva dos textos num ritmo coerente com a prosódia e ao mesmo tempo desenhando as linhas vocais em melodias da mais alta musicalidade.
Foi um dos primeiros grandes compositores alemães a se dedicar ao oratório, destacando-se  História da Ressurreição, Sete Palavras de Jesus na Cruz, e História do nascimento de Jesus Cristo Nosso Senhor(oratório de Natal). Os Salmos de David, as Symphoniae Sacrae e as Cantiones Sacrae também são obras-primas do gênero.
Embora sua imensa produção - a maioria sacra - fosse fortemente influenciada pelos estilos italianos, suas obras dramáticas corais, inspiradas pelos ideais de Lutero, puseram a música alemã no mapa. Schütz gozou de vida longa e frutífera, apesar da morte precoce de sua mulher e filho.

## Obras
Os seguintes são trabalhos publicados. Muitos deles contêm múltiplas peças musicais. Ao todo, são mais de 500 as obras conhecidas de Schütz.
- Il primo livro de madrigali (primeiro livro de madrigais) (Veneza, 1611)
- Psalmen Davids (Livro 1) (Dresde, 1619)
- História der frölichen und siegreichen Aufferstehung ... (História da Resurreissão de Jesus) (Dresde, 1623)
- Cantiones sacrae (Freiberg, 1625)
- Psalmen Davids (Livro 2) (Freiberg, 1628)
- Symphoniae sacrae (Livro 1) (Veneza, 1629)
- Musicalische Exequien (Exequias musicais) (Dresde, 1636)
- Kleine geistliche Konzerte (Livro 1) (Leipzig, 1636)
- Symphoniae sacrae (Livro 2) (Dresde, 1647)
- Geistliche Chor-Musik (Dresde, 1648)
- Symphoniae sacrae (Livro 3) (Dresde, 1650)
- Zwölff geistliche Gesänge (Dresde, 1657)
- Psalmen Davids (Revisão do livro 2) (Dresde, 1661)